# Râul Ciumârna
Râul Ciumârna este un curs de apă, afluent al râului Moldovița.

## Hărți
- Harta județului Suceava